# アクイロラムナ
アクイロラムナ（学名：Aquilolamna）は、メキシコに分布する上部白亜系チューロニアン階のアグアヌエバ累層から産出した、絶滅した板鰓亜綱の魚類の属。2021年時点ではタイプ種アクイロラムナ・ミラルカエ（Aquilolamna milarcae）のみが知られ、本種のみで構成されたアクイロラムナ科に分類されている。アクイロラムナ科は暫定的にネズミザメ目に分類されている。

## 発見と命名
2012年にメキシコ北東部のヌエボ・レオン州に位置する Vallecillo Municipality (en) の採石場労働者により、完全な骨格に加え表皮の印象化石をも含む可能性のある極度に保存状態の良い単一の標本が発見された。この標本は地元の古生物学者のマルガリート・ゴンザレス・ゴンザレスの目に留まり、収集されクリーニングを受けた。標本は各地の古生物学会で注目を浴び、2021年3月にレンヌ第一大学のロマン・ブロらによる記載論文が『サイエンス』誌に掲載された。
学名は本属の特徴である長大な胸ビレから、ワシを意味するアクイラ（Aquila）にちなんで命名された。

## 特徴
全長は約1.66メートル。化石種・現生種を問わず他のどのサメの種とも似つかない極端な適応を遂げている。全体的な形態は他の多くのサメと似る筒型であるが、胸ビレは非常に長い翼のような形状で、端から端までの幅は全長より長く約1.9メートルに達する。頭部の幅が広いことから、アクイロラムナはジンベエザメやウバザメにも似た濾過摂食者であったと考えられており、3000万年後に化石記録に現れるマンタのようなボディプランに収斂進化したと考えられている。なお、マンタのようにヒレを羽ばたかせて推進力を得た可能性もあるが、アクイロラムナは細い胸ビレを使って滑空するように安定して遊泳し、尾で推進力を得たのではないかと推測されている。

## 分類
アイクロラムナは板鰓亜綱と考えられているが、ホロタイプ標本の保存状態が良いにも拘わらず、化石サメ類の分類に大きな役割を担う歯が発見されていないため、その分類には議論がある。歯は母岩の奥深くに保存されている可能性もあるが、個体が死亡した際に失われてしまったと考えられている。体化石に保存されている皮膚の印象化石と見られる痕跡は、単に化石化したバクテリアマットである可能性がある。原記載では科の他の属種との形態学的類似性に基づいて暫定的にネズミザメ目に分類されたが、極端に異様な特徴ゆえにその分類に難色を示す古生物学者もおり、さらなる調査が要されている。またアクイロラムナは、テキサス州で発見された歯に基づいて1990年に記載され、後にコロラド州やカナダからもさらなる化石が発見されているNeoselachii (en) のクレトマンタに近縁である可能性が浮上している。クレトマンタはアクイロラムナとほぼ同時代に生息しており、形態が類似しているとすると、両属は同じ未知の科に属する可能性がある。

## 古生態学

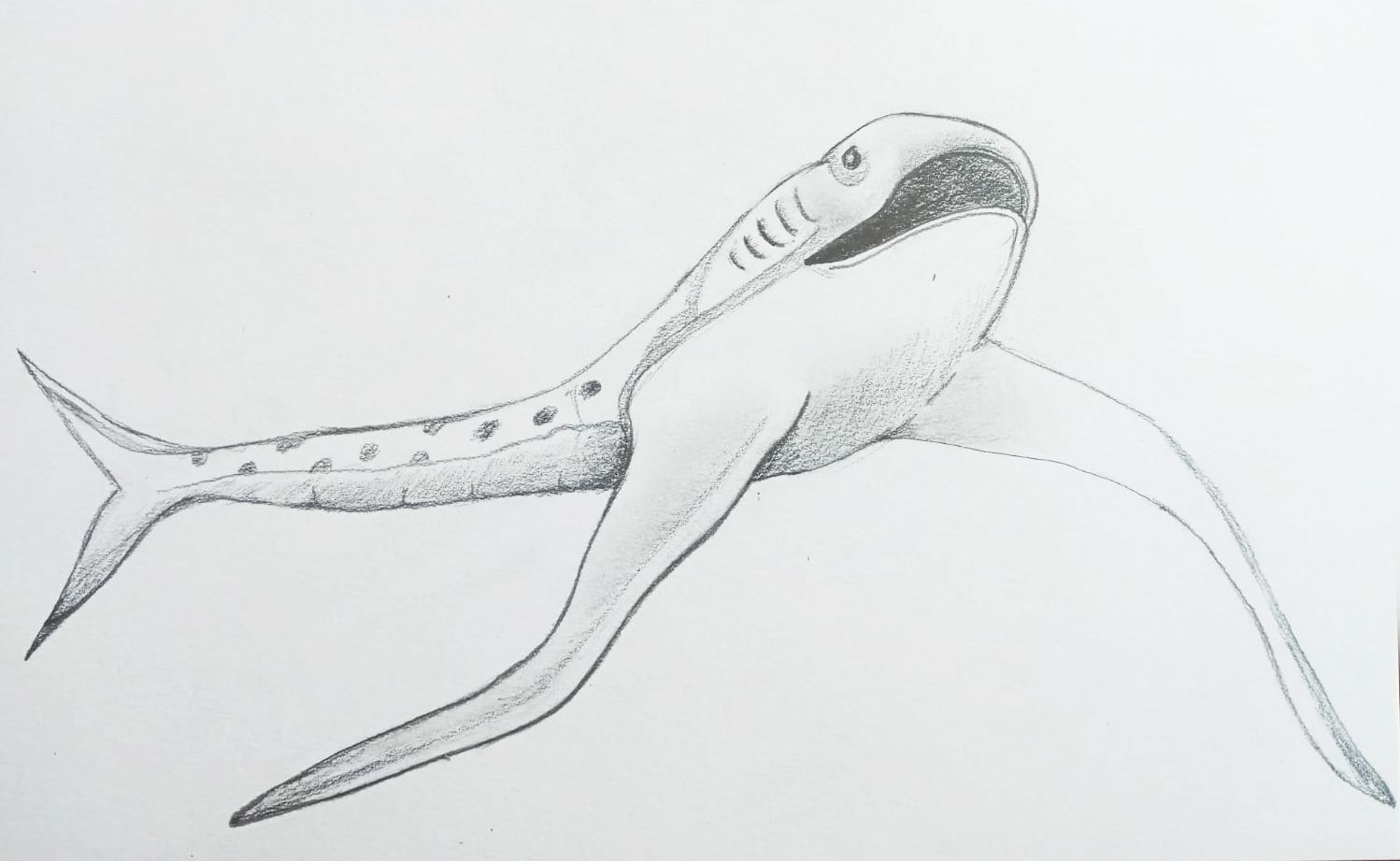
アクイロラムナのスケッチ

アクイロラムナは約9300万年前にあたる後期白亜紀のチューロニアン期の遠洋に生息していた可能性が高い。アクイロラムナが発見されたアグアヌエバ累層は浅い大陸棚の外側の部分の堆積物で構成されていると考えられている。アクイロラムナはポリコティルス科のマウリシオサウルスといった海棲爬虫類やアンモナイト、イクチオデクテス目のヴァレシリクチス（Vallecillichthys）やクロッソグナトゥス目のゴウルミミクチスとアラリピクチスといった硬骨魚綱と生態系を共有していた可能性がある。生態系における頂点捕食者は大型のネズミザメ目のクレトキシリナであった可能性が高い。アクイロラムナの系統は白亜紀末の大量絶滅に起因する海洋無酸素事変によりプランクトンが減少するにつれて絶滅へ向かった可能性がある。アイクロラムナらの絶滅後、その生態的地位はトビエイ科やその他のエイが埋めてゆくことになった。